# Jigalong
Jigalong – miasto w Australii, w stanie Australia Zachodnia.